# Mauricio Kagel Kompositionswettbewerb
Der Mauricio Kagel Kompositionswettbewerb ist am Ludwig van Beethoven Institut für Klavier in der Musikpädagogik an der Universität für Musik und darstellende Kunst Wien beheimatet.

## Aufgabe
Seit 2010 widmet sich dieser Wettbewerb der Schaffung neuer Klavierliteratur für Kinder und Jugendliche. Seine Aufgabenstellung ist es, ein Klavierwerk in einer zeitgemäßen Tonsprache zu schreiben, das für den Klavierunterricht gut realisierbar ist und so einen leichten Zugang in die Musik der Gegenwart ermöglicht.

## Durchführung
Der Wettbewerb wird alle drei Jahre durchgeführt und ist mit Geldpreisen in Höhe von 6.500,- (1. Preis), 4.500,- (2. Preis) und 3.500,- € (3. Preis) dotiert (Stand 2025). Die Preise können bei Bedarf gesplittet werden. Die Altersgrenze der Bewerber liegt bei 40 Jahren. Die prämierten Stücke werden in Kooperation mit der Universal Edition veröffentlicht.
Das Einreichen der Musikstücke findet auf digitalem Wege statt, die Identität der Preisträger wird der internationalen Jury erst nach ihrer Entscheidung enthüllt. Die Präsentation der Kompositionen und die Finalrunde findet an der Universität für Musik und darstellende Kunst Wien statt und wird im Internet live gestreamt. Die öffentliche Diskussion der Jurymitglieder wird in englischer Sprache geführt.
1995 war Mauricio Kagel Gast der Wiener Tage der zeitgenössischen Klaviermusik. Ein zweiter Besuch war geplant, kam jedoch auf Grund seines Ablebens 2008 nicht mehr zustande. Der Wettbewerb wurde in Folge im Andenken an Mauricio Kagel benannt.

## Wettbewerbe

### 1. Mauricio Kagel Kompositionswettbewerb, 2010
- Jury: Helmut Lachenmann, Isabel Mundry, Robert HP Platz und Rebecca Saunders.
- Ergebnisse: 1. Preis: Clay McMillan (Reflections), zwei 2. Preise: Jason Freeman (Reading a Poem) und Juan de Dios Magdaleno (SF_oia). Lobende Anerkennungen für Jona Kümper (6 Stücke für Klavier vierohrig), Abel Paúl (Finger scenes), und Andrea Vigani (Le Grand carillon).

### 2. Mauricio Kagel Kompositionswettbewerb, 2013
- Jury: Michael Jarrell, Isabel Mundry, Robert HP Platz und Marco Stroppa.
- Ergebnisse: 1. Preis: Victor Ibarra (Cuatro observaciones sobre lo imaginario), 2. Preis: Gaël Tissot (Cahier d’explorations), 3. Preis: Morris Wolf (Fünf kleine Stücke für Klavier). Lobende Anerkennung für Kala Pierson (Radiate).

### 3. Mauricio Kagel Kompositionswettbewerb, 2016
- Jury: Michael Jarrell, Isabel Mundry, Robert HP Platz, Rebecca Saunders und Marco Stroppa.
- Ergebnisse: 1. Preis: Matius Shan-Boone (6 views from my window), 2. Preis: Peter Yarde Martin (The Five Elements), 3. Preis: Daniel Serrano Garcia (Sonetos). Lobende Anerkennungen für Davide Coppola (4 vierhändige Insekten) und Emre Sihan Kaleli (Six Short Pieces for Emerging Pianist).

### 4. Mauricio Kagel Kompositionswettbewerb, 2019
- Jury: Michael Jarrell, Clay McMillan, Isabel Mundry, Robert HP Platz und Marco Stroppa.
- Ergebnisse: 1. Preis: Ayaz Gambarli (Mirage), 3. Preis: Dimitris Maronidis (4 (Hommage) Études). Lobende Anerkennungen für Ignacio Brasa Gutiérrez (Tacto), Jens Klimek (Die Planeten) und Stephan Lewandowski (Geheimnisvolle Kurzgeschichte in 4 Abschnitten).

### 5. Mauricio Kagel Kompositionswettbewerb, 2022
- Jury: Michael Jarrell, Elena Mendoza, Isabel Mundry, Miroslav Srnka und Marco Stroppa.
- Ergebnisse: 1. Preis: Patrick Thomas Schäfer (Creatures), 2. Preis: Adrian Mocanu (La piccola fiammiferaia), zwei 3. Preise: Biin Jin (Pendule) und Oscar Prados (Interludes). Empfehlungen wurden ausgesprochen für In-Gi Kim (Qualia), Karlo Margetić (In all directions), Luis Alberto Tenaglia (Los días antes del Tiempo II) und Marc Vogler (Organum).

### 6. Mauricio Kagel Kompositionswettbewerb, 2025
- Jury: Annesely Black, Michael Jarrell, Isabel Mundry, Miroslav Srnka und Marco Stroppa.
- Ergebnisse: 1. Preis: Damian Scholl (Love Songs für Klavier zu acht Händen), zwei 2. Preise: João Ricardo (What does the wall say? for piano 4-hands) und Raphael Vilani (like…), 3. Preis: Sean Cedric Schumann (six short pieces). Eine Empfehlung wurde ausgesprochen für Sang hyun Hong (Sechs Erinnerungen).